# Clasificación UIC de disposiciones de ejes de locomotoras

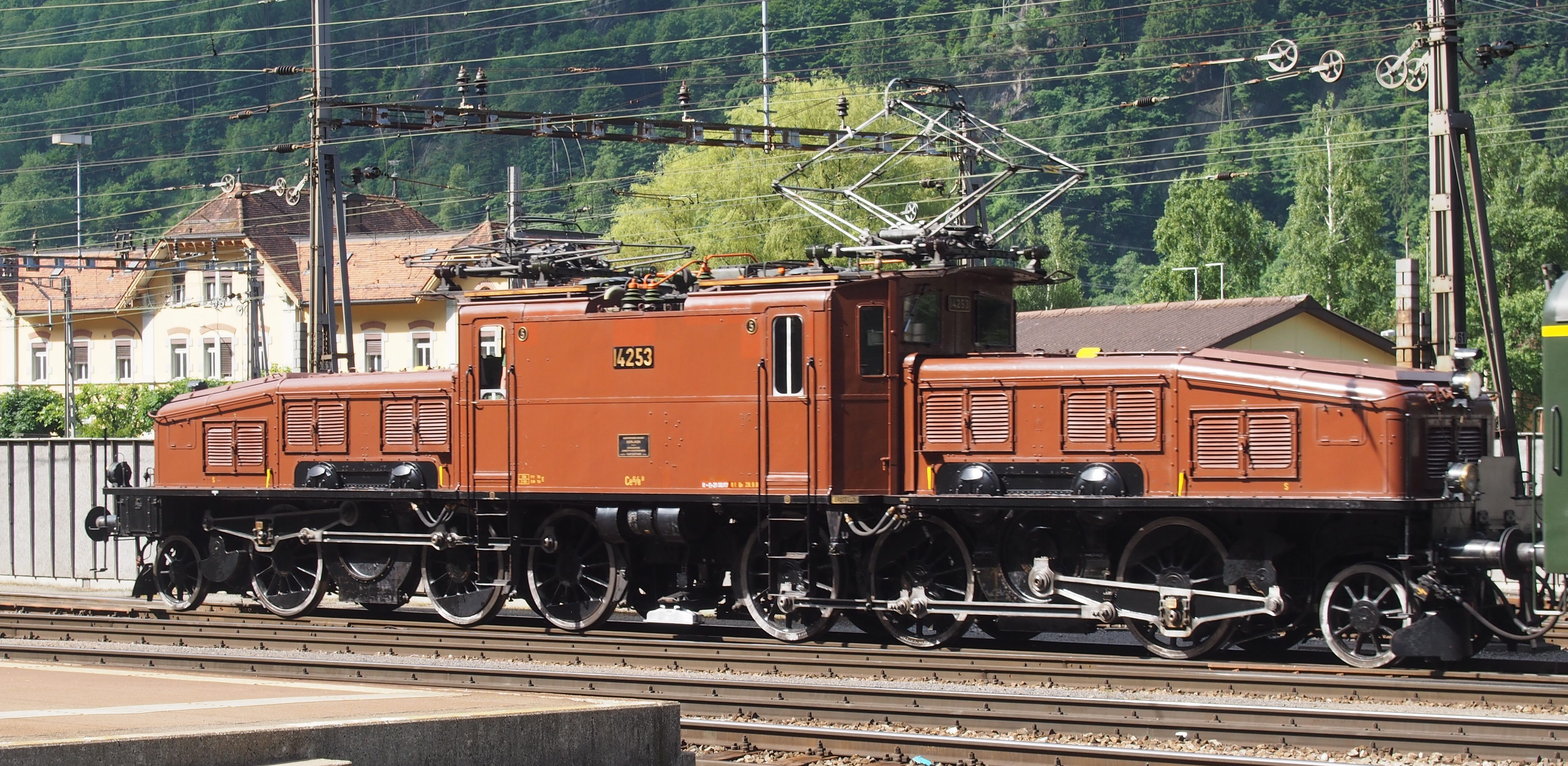
Locomotora "Cocodrilo" SBB Ce 6-8 II; disposición (1’C)(C1’)

La Clasificación UIC de disposiciones de ejes de locomotoras describe la disposición de las ruedas de las locomotoras, unidades múltiples y tranvías. Ha sido establecida por la Unión Internacional de Ferrocarriles (UIC) en el Folleto 650 (Designación estándar de la disposición de ejes de locomotoras y juegos de unidades múltiples). Se usa en gran parte del mundo. El Reino Unido utiliza un esquema similar. En los Estados Unidos se emplea la clasificación AAR simplificada para locomotoras modernas.
Es un sistema más versátil que la notación Whyte, siendo más preciso en el diseño de las locomotoras. En esta última, algunas locomotoras son imposibles de clasificar, pero la clasificación UIC las maneja fácilmente. Además la clasificación UIC es mucho más adecuada para las locomotoras diésel y eléctricas.
También se la conoce como clasificación alemana o clasificación italiana.

## Estructura

Locomotora de vapor tipo 2'C1'

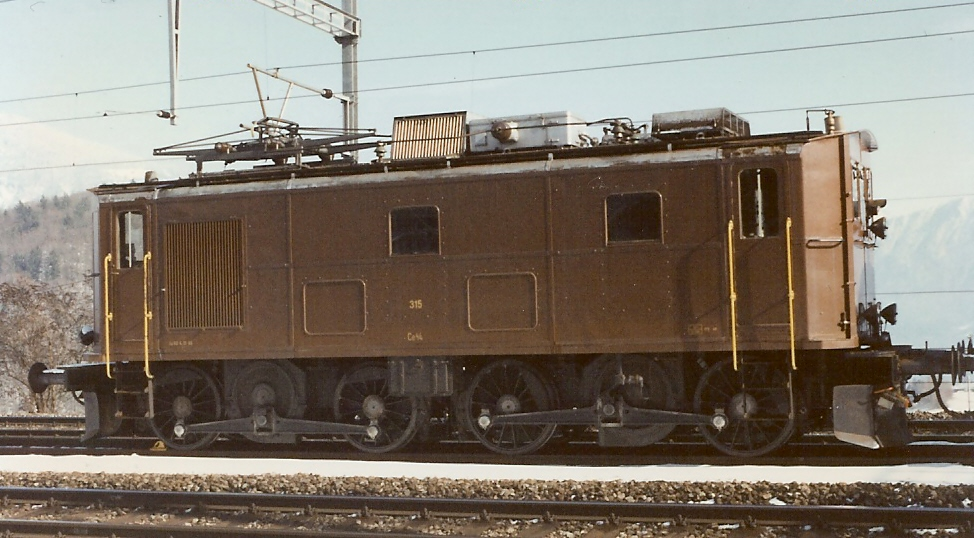
BLS Ce 4/4; disposición B’B’ (dos parejas de ejes acoplados)

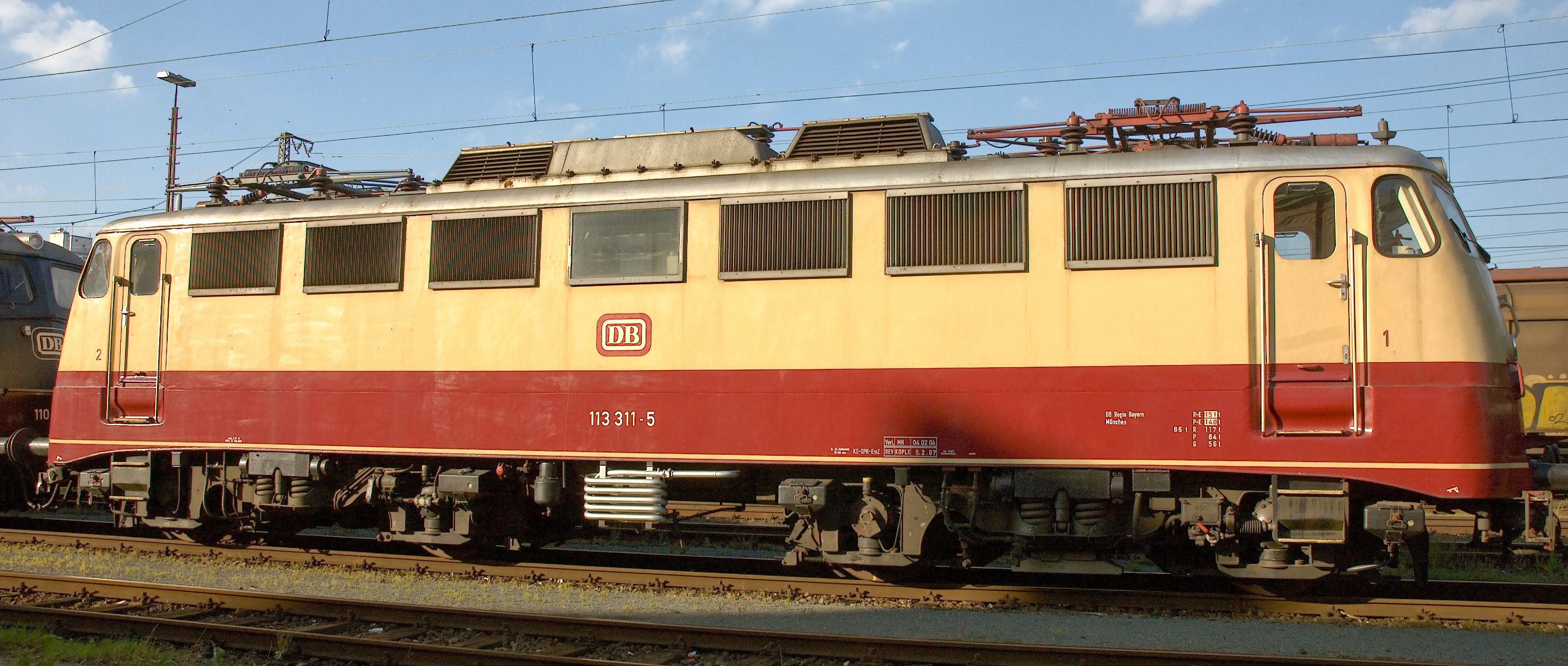
DB-Baureihe E 10; disposición Bo’Bo’ (dos bogies tractores)

Mientras que la notación Whyte cuenta las ruedas, la notación UIC cuenta los ejes.
Letras mayúsculases el número de ejes motores consecutivos, empezando por la A para un eje simple. Por lo tanto, la C indica tres ejes motores consecutivos.
Númerosejes no motores consecutivos, comenzando con 1 para un eje simple.
Letra "o" minúscula, como sufijo de la letra de ejes motoreslos ejes son motorizados individualmente con motores de tracción eléctricos.
Apóstrofo " ′ "los ejes están montados en un bogie.
Signo más "+"la locomotora o la unidad múltiple consiste en vehículos permanentemente acoplados y separados mecánicamente.
Paréntesislos grupos de letras y números describen el mismo boje. Por ejemplo, (A1A) indica un boje de tres ejes, siendo los dos ejes motores los externos. Cuando se usan los paréntesis, no hace falta el apóstrofo para indicar un boje. Las locomotoras Mallet pueden describirse usando paréntesis para la unidad tractora delantera. Por ejemplo, la Big Boy de Union Pacific, 4-8-8-4 en la notación Whyte, es (2′D)D2′ en la notación UIC.
Las locomotoras tipo Garratt se indican mediante paréntesis o colocando signos "más" entre las unidades individuales.
Otros sufijos
- h: Vapor recalentado (en alemán: Heißdampf)
- n: Vapor saturado (en alemán: Nassdampf)
- v: Compuesta (en alemán: Verbund)
- Turb: Turbina
- número: número de cilindros
- t: locomotora tanque
- G: Carga (en alemán: Güterzug, tren de carga). También se utiliza para indicar locomotoras de maniobra.
- P: Viajeros (en alemán: Personenzug, tren de viajeros)
- S: Rápido de viajeros (en alemán: Schnellzug, tren expreso)

Las disposiciones más usadas en locomotoras modernas son la Bo′Bo′ y la Co′Co′.

## Ejemplos
(A1A)(A1A)
dos bojes o juegos de ruedas debajo de la unidad. Cada boje tiene un eje motor, un eje de apoyo y otro eje motor más para obtener una mejor distribución del peso y reducir la carga de las ruedas sobre la vía. Todos los ejes motores están equipados con motores de tracción individuales.
BB
Cuatro ejes motores, todos montados en el chasis de la locomotora, movidos a pares. Por ejemplo, cada par de ruedas pueden estar conectadas por bielas o engranajes. Comparar con la "D" más abajo.
B′B′
Dos bojes o juegos de ruedas debajo de la unidad. Cada grupo tiene dos ejes motores, conectados por bielas o engranajes. Tres cuartos de todas las locomotoras modernas (así como coches motor y trenes autopropulsados) están configurados de esta forma o como Bo′-Bo′.
Bo′(A1A)
Dos grupos de ruedas. El grupo "Bo′" está debajo de un extremo de la locomotora y posee dos ejes motores, mientras que la unidad "(A1A)" está debajo del otro extremo y posee un eje motor, un eje de apoyo y otro eje motor. Todos los ejes están equipados con motores eléctricos de tracción individuales.
Bo′Bo′
Dos bogies o grupos de ruedas debajo de la unidad. Cada grupo tiene dos ejes motores con un motor eléctrico cada uno. Tres cuartos de todas las locomotoras modernas (así como coches motor y trenes autopropulsados) están configurados de esta forma o como "B′-B′". Muchos tipos de tranvías usan esta disposición. Véase también: Bo-Bo.
C′C′
Dos bojes o grupos de ruedas debajo de la unidad. Cada grupo tiene tres ejes motores conectados por bielas o engranajes.
Co′Co′
Dos bojes o grupos de ruedas debajo de la unidad. Cada grupo tiene tres ejes motores con motores eléctricos individuales. Ver también: Co-Co.
D
Cuatro ejes motores, conectados por bielas o engranajes, todos montados en el chasis de la locomotora.
1′D1′
Un eje de guía no motor montado en un boje, cuatro ejes motores montados en el chasis y conectados por bielas o engranajes, seguidos por una rueda trasera de apoyo montada en un boje.
E
Cinco ejes motores, montados en el chasis de la locomotora. Ver 0-10-0.
2′D1′h3S
Dos ejes frontales de guía agrupados en un boje, cuatro ejes motores, un eje trasero de apoyo en un boje, vapor de expansión simple, recalentado, tres cilindros, para trenes rápidos.
1′E1′h2Gt
Un eje frontal de guía en un boje, cinco ejes motores, un eje trasero de guía, vapor de expansión simple y recalentado, dos cilindros, para trenes de carga, locomotora tanque.
1′Dn4vP
Un eje frontal de guía en un boje, cuatro ejes motores, vapor saturado, cuatro cilindros, compuesta (vapor de doble expansión), para trenes de pasajeros.
D′Dh4vtG
Sin rueda frontal, cuatro ejes motores en un boje, otros cuatro ejes motores montados en el chasis de la locomotora (locomotora Mallet), vapor recalentado, cuatro cilindros, compuesta (vapor de doble expansión), locomotora tanque, para trenes de carga.

## Otros sistemas
Sistema inglés
La notación Whyte fue de uso común en el Reino Unido. El Southern Railway utilizaba un sistema modificado del método UIC. Oliver Bulleid, el Ingeniero Mecánico Jefe, numeró sus Pacific 21C XXX clase 4-6-2 Batalla de Gran Bretaña, refiriéndose a las ruedas de guía, ruedas traseras y finalmente ruedas motores. La clasificación UIC para estas máquinas es 2′C1′, Whyte 4-6-2.
Sistema francés
El sistema francés se asemeja al anglo-americano (Whyte), pero cuenta los ejes en lugar de las ruedas y no usa guiones. Así, una locomotora 2'D1' será una "241" según el sistema francés. La SNCF ha designado sus series de locomotoras basándose en este sistema; p.ej. la "221 A" o la "240 P". Este sistema de contar los ejes se ha empleado también en España y Rusia.
Sistema turco
El sistema turco es probablemente el más antiguo usado para clasificar las locomotoras. Consta de dos cifras de uno o dos dígitos, en el que el primero indica el número de ejes motores y el segundo, el número total de ejes. Al igual que en Francia, se utiliza en Turquía para designar las series de locomotoras. Volviendo al ejemplo de arriba, una "241" según el sistema francés y "4-8-2" de acuerdo con el de Whyte, será una "47" según el turco. Una locomotora Mallet (1'D)D1', que sería una "14+41" según el sistema francés y una "2-8-8-2" de acuerdo con el de Whyte, será una "810" (es decir, "45+45") según el turco.
Sistema suizo
El sistema suizo cuenta también los ejes y constituye una variante del turco: el número que expresa los ejes motores y el que indica el número total de los mismos van separados por una barra oblicua. Así, la "241" francesa, la "4-8-2" inglesa y la "47" turca se denomina "4/7" según el sistema suizo. Una locomotora Mallet (1'D)D1', que sería una "14+41" según el sistema francés, una "2-8-8-2" de acuerdo con el de Whyte y una "810" según el turco, será una "8/10" de acuerdo con el suizo. Este método se ha usado también en Baviera hasta 1924.

## Comparación de designaciones y disposiciones de ruedas en locomotoras de vapor
| Sistema UIC    | Notación Whyte | Sist. franc., esp. | Nombre americano                         | Esquema gráfico |
| -------------- | -------------- | ------------------ | ---------------------------------------- | --------------- |
| A1             | 0-2-2          | 011                |                                          | Oo              |
| 1A             | 2-2-0          | 110                | Planet                                   | oO              |
| 1A1            | 2-2-2          | 111                | Patentee                                 | oOo             |
| 2'A            | 4-2-0          | 210                | Crampton Norris                          | ooO             |
| 3A             | 6-2-0          | 310                | Crampton                                 | oooO            |
| B              | 0-4-0          | 020                | Four-Wheel-Switcher                      | OO              |
| 1'B            | 2-4-0          | 120                | Hanscom                                  | oOO             |
| 1'B1'          | 2-4-2          | 121                | Columbia                                 | oOOo            |
| 2'B            | 4-4-0          | 220                | American, Eight-Wheeler                  | ooOO            |
| 2'B1'          | 4-4-2          | 221                | Atlantic                                 | ooOOo           |
| 2'B2'          | 4-4-4          | 222                | Jubilee                                  | ooOOoo          |
| C              | 0-6-0          | 030                | Six-Wheel-Switcher                       | OOO             |
| 1'C            | 2-6-0          | 130                | Mogul                                    | oOOO            |
| 2'C            | 4-6-0          | 230                | Ten-Wheeler                              | ooOOO           |
| 1'C1'          | 2-6-2          | 131                | Prairie                                  | oOOOo           |
| 2'C1'          | 4-6-2          | 231                | Pacific                                  | ooOOOo          |
| 1'C2'          | 2-6-4          | 132                | Adriatic                                 | oOOOoo          |
| 2'C2'          | 4-6-4          | 232                | Hudson, Baltic                           | ooOOOoo         |
| D              | 0-8-0          | 040                | Eight-Wheel-Switcher                     | OOOO            |
| 1'D            | 2-8-0          | 140                | Consolidation                            | oOOOO           |
| 1'D1'          | 2-8-2          | 141                | Mikado, Mac Arthur                       | oOOOOo          |
| 1'D2'          | 2-8-4          | 142                | Berkshire                                | oOOOOoo         |
| 2'D            | 4-8-0          | 240                | Twelve-Wheeler, Mastodon                 | ooOOOO          |
| 2'D1'          | 4-8-2          | 241                | Mountain, Mohawk (NYC)                   | ooOOOOo         |
| 2'D2'          | 4-8-4          | 242                | Northern, Niagara (NYC), Wyoming         | ooOOOOoo        |
| E              | 0-10-0         | 050                | Ten-Wheel Switcher                       | OOOOO           |
| E1'            | 0-10-2         | 051                | Union                                    | OOOOOo          |
| 1'E            | 2-10-0         | 150                | Decapod                                  | oOOOOO          |
| 2'E            | 4-10-0         | 250                | Mastodon                                 | ooOOOOO         |
| 1'E1'          | 2-10-2         | 151                | Santa Fe                                 | oOOOOOo         |
| 1'E2'          | 2-10-4         | 152                | Texas                                    | oOOOOOoo        |
| 2'E1'          | 4-10-2         | 251                | Texas, Southern Pacific, Overland        | ooOOOOOo        |
| 1'F            | 2-12-0         | 160                | Centipede                                | oOOOOOO         |
| 1'F1'          | 2-12-2         | 161                | Javanic                                  | oOOOOOOo        |
| 2'F1'          | 4-12-2         | 261                | Union Pacific                            | ooOOOOOOo       |
| C'C            | 0-6-6-0        | 060                | Erie (locom. Mallet)                     | OOO OOO         |
| (1'C)C         | 2-6-6-0        | 160                | sin nombre (locom. Mallet)               | oOOO OOO        |
| (1'C)C1'       | 2-6-6-2        | 161                | Mallet Mogul (SP), Prairie Mallet (ATSF) | oOOO OOOo       |
| (1'C)C2'       | 2-6-6-4        | 162                | sin nombre (locom. Mallet)               | oOOO OOOoo      |
| (2'C)C2'       | 4-6-6-4        | 262                | Challenger (locom. Mallet)               | ooOOO OOOoo     |
| (1'C)C3'       | 2-6-6-6        | 163                | Allegheny (locom. Mallet)                | oOOO OOOooo     |
| D'D            | 0-8-8-0        | 080                | sin nombre (locom. Mallet)               | OOOO OOOO       |
| (1'D)D1'       | 2-8-8-2        | 181                | Chesapeake (locom. Mallet)               | oOOOO OOOOo     |
| (1'D)D2'       | 2-8-8-4        | 182                | Yellowstone (locom. Mallet)              | oOOOO OOOOoo    |
| (2'D)D2'       | 4-8-8-4        | 282                | Big Boy (locom. Mallet)                  | ooOOOO OOOOoo   |
| (1'E)E1'       | 2-10-10-2      |                    | Virginian (locom. Mallet)                | oOOOOO OOOOOo   |
| (2'C1')(1'C2') | 4-6-2 + 2-6-4  | 462                | Double Pacific (locom. Garratt)          | ooOOOo oOOOoo   |
| (2'D1')(1'D2') | 4-8-2 + 2-8-4  | 482                | Double Mountain (locom. Garratt)         | ooOOOOo oOOOOoo |